# Pseudencyrtus eumedes
Pseudencyrtus eumedes är en stekelart som beskrevs av Trjapitzin 1978. Pseudencyrtus eumedes ingår i släktet Pseudencyrtus och familjen sköldlussteklar.
Artens utbredningsområde är:
- Finland.
- Sverige.

Arten är reproducerande i Sverige. Inga underarter finns listade i Catalogue of Life.